# Philautus aurantium
Philautus aurantium é uma espécie de anfíbio da família Rhacophoridae.
É endémica de Malásia.
Os seus habitats naturais são: florestas subtropicais ou tropicais húmidas de baixa altitude e regiões subtropicais ou tropicais húmidas de alta altitude.
Está ameaçada por perda de habitat.